# Lycodryas guentheri
Espèce
Synonymes
- Stenophis guentheri Boulenger, 1896

Statut de conservation UICN

 EN B1ab(ii,iii) : En danger
Lycodryas guentheri est une espèce de serpents de la famille des Lamprophiidae. 

## Répartition
Cette espèce est endémique de Madagascar.

## Étymologie
Cette espèce est nommée en l'honneur de Albert Charles Lewis Günther.

## Publication originale
- Boulenger, 1896 : Catalogue of the snakes in the British Museum. London, Taylor & Francis, vol. 3, p. 1-727 (texte intégral).